# City Lights (EP)
Pour les articles homonymes, voir City Lights.
Albums de Baekhyun
Delight
(2020)
Singles
1. UN Village
Sortie : 10 juillet 2019

City Lights est le premier EP de l'artiste Baekhyun, un des membres du boys band sud-coréano-chinois EXO, il est sorti le 10 juillet 2019 sous SM Entertainment et distribué par Dreamus Company Korea.

## Contexte et sortie
Le 10 juin 2019, Star News a révélé que Baekhyun allait sortir un album solo d'ici juillet. Une source de SM Entertainment l'a par la suite confirmé. Le 20 juin, le nom du mini-album et sa date de sortie ont été révélés, l'EP s'intitule City Lights et sortira le 10 juillet. Le 21 juin, il a été révélé que Baekhyun collaborerait avec le rappeur Beenzino et l'auteur-compositeur-interprète Colde. Il y a notamment Kenzie, DEEZ, Cha Cha Malone, LDN Noise, Darkchild et The Stereotypes qui ont participé à la production de cet opus. Le 1er juillet, deux images-teasers du mini-album ont été postées, accompagnées d'une vidéo intitulé "City Lights Concept Film : Day & Night" mise en ligne sur YouTube. Le même jour, il a été révélé que la chanson titre serait "UN Village", une chanson R&B. Le 5 juillet, un premier teaser du clip-vidéo a été posté. Le 7 juillet, un medley des chansons figurant sur l'album a été diffusée sur YouTube.

## Chansons
"UN Village" est une chanson d'amour romantique R&B qui associe groove et sons de cordes à des paroles sensationnelles évoquant un moment romantique à partager en couple sur une colline d'un village au clair de lune. "Stay Up" est une chanson R&B de rêve mettant en vedette le rappeur Beenzino, dont les paroles attirent l'attention en mentionnant des nuits spéciales avec son bien-aimé dans des récits sexy. "Betcha" est décrit comme un titre R&B hip-hop avec une chanson urbaine rythmée avec des paroles racontant l'histoire d'une attitude à la fois mignonne et confiante d'un homme qui est persuadé que l'autre personne est destinée à l'amour. "Ice Queen" est une chanson R&B avec un rythme sophistiqué et une mélodie entraînante avec des paroles évoquant le fait de gagner le cœur froid des filles avec une chanson chaleureuse. "Diamond" est une ballade R&B avec d'impressionnantes mélodies majeures et mineures, avec des paroles qui comparent l'amour pour les amoureux à un diamant solidement lumineux. "Psycho" est une chanson electropop qui exprime le moi intérieur d'un homme perdu au milieu d'émotions confuses.

## Promotion
Le jour de la sortie du mini-album, Baekhyun a tenu un showcase où il a interprété "UN Village", "Betcha" et "Ice Queen" pour la première fois, il a partagé quelques anecdotes sur la production de l'album et a présenté les chansons y figurant. L'événement a été animé par Chen et retransmis en direct sur V Live. Baekhyun a raconté une anecdote où il explique que comme il possède le pouvoir le pouvoir surnaturel de la « lumière » dans EXO, lui et son agence ont ainsi décidé de nommer le mini-album City Lights, pour ainsi refléter son identité.
Il a commencé à interpréter le single principal dans les émissions musicales sud-coréennes le 12 juillet.

## Accueil

### Succès commercial
Le premier mini-album solo de Baekhyun a atteint un chiffre impressionnant avant même sa sortie. Le 9 juillet, le très attendu opus avait enregistré des pré-ventes à l'ordre de 401 545 exemplaires. Au lendemain de sa sortie, il a été révélé que le mini-album avait pris la première place du Top Albums Charts de iTunes dans 66 pays différents depuis sa sortie. L'EP figure également en tête des classements d'albums physique tels que Hanteo, Synnara Record, Kyobo Hottracks, ainsi que QQ Music et KuGou Music en Chine. En l'espace d'un jour, 267 175 copies de City Lights ont été vendues selon Hanteo, faisant de Baekhyun l'artiste solo coréen de l'histoire à vendre le plus de copies d'un album en un jour, battant le précédent record de 82 514 copies en un jour détenu par Park Ji-hoon.
Le 10 juillet, la chanson principale "UN Village", a figuré en tête des principaux charts tels que Bugs, Naver et Soribada. Il a pris la cinquième place sur MelOn et Genie, ainsi que la 38e place sur Mnet.

## Liste des titres
| City Lights | City Lights                  | City Lights               | City Lights                                                                             | City Lights | City Lights | City Lights | City Lights | City Lights | City Lights |
| No          | Titre                        | Auteur                    | Producteur(s)                                                                           | Durée       |             |             |             |             |             |
| ----------- | ---------------------------- | ------------------------- | --------------------------------------------------------------------------------------- | ----------- | ----------- | ----------- | ----------- | ----------- | ----------- |
| 1.          | UN Village                   | Leon                      | Leon, dress                                                                             | 3:55        |             |             |             |             |             |
| 2.          | Stay Up (featuring Beenzino) | JQ, Park Ji-hee, Beenzino | Cha Cha Malone, Adrian McKinnon, Cho Min-kyung (Singing Beetle), Zac Chicoine, Beenzino | 3:27        |             |             |             |             |             |
| 3.          | Betcha                       | Kenzie                    | Kenzie, The Stereotypes, August Rigo                                                    | 3:21        |             |             |             |             |             |
| 4.          | Ice Queen                    | BAYLEE                    | Greg Bonnick, Hayden Chapman, Bobii Lewis, Adrian McKinnon                              | 3:35        |             |             |             |             |             |
| 5.          | Diamond                      | Colde                     | Rodney "Darkchild" Jerkins, DEEZ, Marlin "Hookman" Bonds                                | 3:57        |             |             |             |             |             |
| 6.          | Psycho (Bonus Track)         | Seo Ji-eum                | Zayson, Megan Lee                                                                       | 3:25        |             |             |             |             |             |
| 21:37       |                              |                           |                                                                                         |             |             |             |             |             |             |

## Classements

### Classements hebdomadaires
| Classements                            | Meilleure position |
| -------------------------------------- | ------------------ |
| South Korea (Gaon)                     | 1                  |
| French Download Albums (SNEP)          | 20                 |
| Australian Digital Albums (ARIA)       | 18                 |
| US World Albums (Billboard)            | 5                  |
| US Independent Albums (Billboard)      | 9                  |
| US Heatseekers Albums (Billboard)      | 4                  |
| US Digital Albums (Billboard)          | 21                 |
| US Top Album Sales (Billboard)         | 71                 |
| UK Digital Albums (OCC)                | 52                 |
| Japan Hot Albums (Billboard Japan)     | 8                  |
| Japanese Albums (Oricon)               | 14                 |
| Japanese International Albums (Oricon) | 3                  |
| Japanese Top Download Albums (Oricon)  | 5                  |

### Classement annuel
| Classement         | Meilleure position |
| ------------------ | ------------------ |
| South Korea (Gaon) | 6                  |

## Ventes
| Pays                    | Ventes  |
| ----------------------- | ------- |
| South Korea (Gaon)      | 608 561 |
| China (DL)              | 315 000 |
| Japan (Oricon)          | 8 000   |
| USA (Nielsen Soundscan) | 4 000   |

## Certification
| Pays               | Certification  | Unités certifiés / Ventes |
| ------------------ | -------------- | ------------------------- |
| South Korea (Gaon) | Double Platine | 500 000                   |

## Prix et nominations
| Année | Prix                    | Travail nommé | Titre                                    | Résultat   |
| ----- | ----------------------- | ------------- | ---------------------------------------- | ---------- |
| 2020  | Golden Disk Awards      | City Lights   | Disk Bonsang                             | Lauréat    |
| 2020  | Golden Disk Awards      | City Lights   | Disk Daesang                             | Nomination |
| 2020  | Gaon Chart K-Pop Awards | City Lights   | Artist of the Year (Album) - 3rd Quarter | Nomination |

### Programmes de classements musicaux
| Chanson      | Programme              | Date            |
| ------------ | ---------------------- | --------------- |
| "UN Village" | Music Bank (KBS)       | 19 juillet 2019 |
| "UN Village" | Music Bank (KBS)       | 26 juillet 2019 |
| "UN Village" | Show! Music Core (MBC) | 20 juillet 2019 |

## Historique de sortie
| Pays         | Date            | Format                   | Label                                   |
| ------------ | --------------- | ------------------------ | --------------------------------------- |
| Corée du Sud | 10 juillet 2019 | CD, Téléchargement légal | SM Entertainment, Dreamus Company Korea |
| Monde entier | 10 juillet 2019 | Téléchargement légal     | SM Entertainment                        |